# Newcastle Airport

i7
i11
i13
Der Newcastle Airport  (ehem. Woolsington, IATA-Code: NCL, ICAO-Code: EGNT) ist ein internationaler Verkehrsflughafen in der englischen Stadt  Newcastle upon Tyne im Vereinigten Königreich.
Im Rahmen einer Public Private Partnership ist die Betreibergesellschaft des Flughafens Kopenhagen mit 49 % beteiligt, neben elf lokalen Räten, die 51 % halten.

## Lage und Verkehrsanbindung
Der Flughafen liegt etwa neun Kilometer nordwestlich des Stadtzentrums von Newcastle in der Gemeinde Woolsington.
Er ist über die A696 mit der Schnellstraße A1 verbunden. Neben mehreren Busverbindungen ist der Flughafen seit 1991 auch über die grüne Linie der Tyne and Wear Metro an die Stadt angebunden.

## Fluggesellschaften und Ziele
Der Flughafen Newcastle verfügt über Verbindungen zu zahlreichen nationalen und europäischen Städtezielen wie London, Belfast, Paris, Kopenhagen und Barcelona sowie Urlaubsdestinationen wie Alicante, Malta und Rhodos. Die meisten davon werden von easyJet, Jet2.com und TUI Airways angeboten. In Deutschland wird neben Düsseldorf mit Eurowings auch Frankfurt mit Lufthansa bedient. Zusätzliche kommen saisonale Verbindungen nach Berlin und Köln mit Jet2.com.

## Abfertigungsgebäude
Der Flughafen verfügt über ein Terminal mit 31 Flugsteigen, die teilweise mit Fluggastbrücken ausgestattet sind.

## Zwischenfälle
- Am 3. Juli 1970 wurde eine De Havilland Comet 4 (Luftfahrzeugkennzeichen der britischen Dan-Air G-APDL) bei einem Trainingsflug auf dem Flughafen Newcastle mit eingefahrenem Fahrwerk gelandet. Die Bauchlandung kam zustande, weil die Besatzung beim Üben einer Landung mit eingefahrenen Landeklappen die Checkliste vor der Landung vergessen hatte. Alle elf Insassen überlebten den Unfall. Das Flugzeug wurde jedoch irreparabel beschädigt.[5]